# Strada europea E127
La strada europea E127 è una strada di classe A, con andamento Nord-Sud.
In particolare la E127 collega la città russa di Omsk con la località kazaka di 
Maikapshagai, nei pressi del confine cinese. La strada segue un percorso lungo circa 1330 km attraverso Russia e Kazakistan.

## Percorso
La strada segue il tracciato della M38 sia in territorio russo che in territorio kazako. Da Omsk, essa procede verso sud fino al confine kazako, presso la località di Karaman. In territorio kazako, la strada tocca le località di Pavlodar, Semey e Georgiyevka, prima di raggiungere Maikapshagai, posta a circa 150 km dal polo eurasiatico dell'inaccessibilità.